# 草酸亚铕
草酸亚铕是一种无机化合物，化学式为EuC2O4。它的一水合物可由硫酸亚铕和草酸铵在水中煮沸得到。它在真空中于360~420 °C分解，生成碳酸亚铕，在氧化性气氛中390 °C即生成氧化铕。